# 西西伯利亚含油气省
西西伯利亚含油气省-位于西西伯利亚平原，东部以叶尼塞河为界，西部以乌拉尔山脉为界，南部-与哈萨克斯坦的边界及阿尔泰山脉，北部-喀拉海。主要油田分布在汉特-曼西自治区及亚马尔-涅涅茨自治区，还有一部分在秋明州、托木斯克州、鄂木斯克州、斯维尔德洛夫斯克州、新西伯利亚州及克拉斯诺亚尔斯克边疆区。
地质构造上西西伯利亚油气省是拥有很厚的中生代-新生代沉积层的后古生代板块，它被大型坳陷及隆起分割。地区性抬升对应基底的凸出部分，抬升幅度随上升而减少。产层构造的翼部倾斜角极少超过1-2度。
基底的古生代沉积经历了强烈地位移与变质。板块基底由边缘向中心沉陷同时向北沉陷。北部沉积层厚达4千米。